# Aglaonemateae
Aglaonemateae, tribus biljaka iz porodice kozlačevki, dio je potporodice Aroideae. Postoje dva zimzelena roda raširena po Aziji, od sjeveroistočne Indije preko Indokine do Nove Gvineje.

## Rodovi
1. Aglaodorum Schott
2. Aglaonema Schott